# Europejskie referendum konstytucyjne w Danii
Europejskie referendum konstytucyjne w Danii miało być przeprowadzone 27 września 2005 na terenie Danii. Dotyczyć miało ratyfikacji traktatu ustanawiającego Konstytucję dla Europy, jednak ze względu na odrzucenie konstytucji w referendach we Francji i Holandii zostało przełożone.

## Opinie partii politycznych
Większość partii politycznych zasiadających w duńskim parlamencie Folketingu była za przyjęciem Konstytucji dla Europy z wyjątkiem Duńskiej Partii Ludowej oraz Sojuszu Czerwono-Zielonego. Razem te dwie partie miały 30 na 179 miejsc w duńskim parlamencie.